# 斜網
斜網（しゃもう）は日本の都道府県の一つ、北海道のオホーツク総合振興局管内における地域区分の一つ。

## 概要
オホーツク総合振興局の所在地である網走市と網走郡大空町・美幌町・津別町および斜里郡斜里町・清里町・小清水町の1市6町により構成される。
令制国における範囲では北見国の最東部に位置するが、1881年（明治14年）に網走郡へ編入された旧網尻郡地域は1879年の郡成立当初から短期間は釧路国に属していた。現在も保健所の地域区分など、美幌町と津別町を北見内陸（狭義）に分類して北見市の管轄とし網走市および大空町とは分けて扱う場合がある。